# Henry F. Thomas

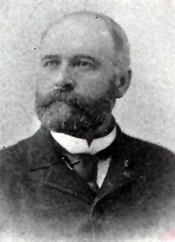
Henry F. Thomas

 Henry Franklin Thomas (* 17. Dezember 1843 in Tompkins, Jackson County, Michigan; † 16. April 1912 in Allegan, Michigan) war ein US-amerikanischer Politiker. Zwischen 1893 und 1897 vertrat er den Bundesstaat Michigan im US-Repräsentantenhaus.

## Werdegang
Henry Thomas besuchte die öffentlichen Schulen seiner Heimat und danach bis 1859 das Albion College. Während des Bürgerkrieges diente er zwischen 1862 und 1865 in einer Kavallerieeinheit aus Michigan, in der er es bis zum Leutnant brachte. Nach dem Krieg setzte er seine Ausbildung an der Ypsilanti Normal School fort. Nach einem anschließenden Medizinstudium an der University of Michigan in Ann Arbor und seiner im Jahr 1868 erfolgten Zulassung als Arzt begann er in Constantine in seinem neuen Beruf zu praktizieren. 1870 zog er nach Allegan. Gleichzeitig schlug er als Mitglied der Republikanischen Partei eine politische Laufbahn ein.
In den Jahren 1873 und 1874 war Thomas Abgeordneter im Repräsentantenhaus von Michigan; von 1875 bis 1876 gehörte er dem Staatssenat an. 1884 war er Delegierter zur Republican National Convention in Chicago, auf der James G. Blaine als Präsidentschaftskandidat nominiert wurde. Bei den Kongresswahlen des Jahres 1892 wurde Thomas im vierten Wahlbezirk von Michigan in das US-Repräsentantenhaus in Washington, D.C. gewählt, wo er am 4. März 1893 die Nachfolge von Julius C. Burrows antrat. Nach einer Wiederwahl konnte er bis zum 3. März 1897 zwei Legislaturperioden im Kongress absolvieren. Ab 1895 war er Vorsitzender des Ausschusses zur Kontrolle der Ausgaben des Marineministeriums.
1896 wurde Thomas von seiner Partei nicht mehr zur Wiederwahl nominiert. Zwischen 1907 und 1908 war er als Arzt im Veteranenheim von Michigan tätig; von 1909 bis 1910 saß er im Begnadigungsausschuss seines Staates. Henry Thomas starb am 16. April 1912 in Allegan und wurde in Ann Arbor beigesetzt.